# Alliteratus
Alliteratus ist ein deutsches Onlinemagazin zu Literatur und Medien.

## Geschichte
Seit Gründung im März 2008 werden mehrmals wöchentlich Rezensionen und größere Artikel zu aktueller Kinder-, Jugend- und Erwachsenenliteratur, Hörbüchern sowie Sach- und Fachpublikationen veröffentlicht. Zum Jahresende 2022 standen laut Webseitenbetreiber über 14.000 Beiträge zum kostenlosen und registrierungsfreien Download als PDF-Datei zur Verfügung.

## Inhalte und Ziele
Das Magazin setzt sich zum Ziel, fachkundige Hilfe zu bieten bei der Auswahl aktueller Literatur für den privaten Bereich, für Kindergarten, Schule und Hochschule sowie für die Leseförderung im Allgemeinen. Dies beinhaltet auch die kritische Dokumentation von Entwicklungen im deutschen Buch- und Bildungssektor.
Alliteratus bietet ein- bis zweiseitige Einzelgutachten, mehrseitige Artikel zu Buchreihen, Autoren und Verlagen sowie umfangreiche Themenhefte zu jahreszeitlichen, gesellschaftspolitischen oder historischen Anlässen. Neben einer Suchfunktion ist die Navigation durch verschiedenen Sparten, Unterkategorien, Themen und Erscheinungsjahren möglich.
Als Bewertungsmaßstab gilt der subjektive Eindruck des jeweiligen Rezensenten, der seine Schwerpunkte in ausgewählten Kategorien setzt; bei kontroversen Ansichten werden mitunter mehrere Besprechungen zu einem Buch veröffentlicht. Die Wertung wird – neben der Begründung – durch die Anzahl von Sternen angezeigt. Da es keine wirtschaftlichen Bindungen an Autoren, Verlage oder sonstige Institutionen gibt, beansprucht Alliteratus das Prädikat einer unabhängigen Bewertung. Auf Werbung von Drittanbietern wird bewusst verzichtet. Laufende Kosten trägt das Redaktionsteam selbst.
Nachdem sich – allerdings ohne größere Resonanz – Wolfgang Bittner bereits 1998 kritisch in einer Zeitschrift des Verbandes deutscher Schriftsteller zur Vergabepraxis des Deutschen Jugendliteraturpreises geäußert hatte, stieß dazu 15 Jahre später, im März 2013, Chefredakteurin Astrid van Nahl mit einem offenen Brief an das Bundesministerium für Familie, Senioren, Frauen und Jugend eine neue Debatte an. Einen Monat später griff die Initiative deutschsprachiger Kinder- und JugendbuchautorInnen und IllustratorInnen diese Kritik und Anregungen auf und formulierte ein Protestschreiben, das bis einschließlich 24. April 2023 von 442 Autoren und Illustratoren unterzeichnet wurde. Alliteratus dokumentiert seitdem regelmäßig den Fortgang der Diskussion und bietet eine Plattform für den Austausch der Betroffenen. Breites Echo rief zur Frankfurter Buchmesse 2013 die von Wolfgang Bittner über Alliteratus verbreitete Meldung hervor, Vertreter des Arbeitskreises für Jugendliteratur würden die Unterzeichner der Initiative diskriminieren, indem sie Pressekarten für die Preisverleihung verweigerten.

## Redaktion
Das aus etwa 15 Personen bestehende Redaktionsteam setzt sich überwiegend zusammen aus Hochschulmitarbeitern und Lehrern sowie literaturerfahrenen Vertretern anderer Berufsgruppen, die allesamt ihren Aufgaben für das Magazin ehrenamtlich nachgehen. Hinzu kommt eine Zahl weiterer regelmäßiger Beiträger aus Deutschland und dem europäischen Ausland; ideell gefördert werden im Einzelfall auch Schülerinnen und Schüler der Oberstufe. Die meisten Mitarbeiter blicken zudem auf mehrjährige Erfahrung mit anderen Onlinemagazinen zurück.
Chefredakteure sind Astrid van Nahl, Bernhard Hubner und Jan Alexander van Nahl (Stand: 2022).

## Auszeichnungen
Auszeichnungen für das journalistische Engagement:
- 2012 Nominierung in der Longlist für den avj medienpreis der Arbeitsgemeinschaft von Jugendbuchverlagen[7]
- 2013 Nominierung in der Longlist für den avj medienpreis der Arbeitsgemeinschaft von Jugendbuchverlagen[8]
- 2016 Nominierung in der Longlist für den avj medienpreis der Arbeitsgemeinschaft von Jugendbuchverlagen[9]
- 2017 Nominierung in der Longlist für den 1. Buchblog-Award, Kategorie „Hauptpreis“[10]